# Jorick Dorignac
Jorick Dorignac, né en 1993 à Bordeaux (Gironde), est un chef cuisinier français.
Chef exécutif du restaurant étoilé NE/SO de Guillaume Sanchez de 2018 à 2024, il se fait connaître du grand public en remportant la quinzième saison de Top Chef, diffusée sur M6 et RTL-TVI en 2024.

## Biographie

### Enfance et formation
Jorick Dorignac naît en 1993 à la maternité de Pellegrin de Bordeaux. Son père travaille dans l’industrie médicale et sa mère est comptable. Il grandit à Saint-Médard-en-Jalles, dans le quartier de Magudas au sein « d'une famille d'épicuriens », où il reçoit une éducation rigoureuse. Après une scolarité au collège d’Hastignan, il intègre le lycée professionnel Saint-Michel de Blanquefort où il étudie pendant quatre ans en filière hôtellerie restauration-cuisine, suivant deux ans de BEP puis deux ans de Bac Pro et effectuant des stages au Grand Hôtel de Bordeaux et au Bouchon bordelais. Il reviendra plus tard enseigner dans son lycée en tant que professeur remplaçant pendant quelques semaines. De 2012 à 2014, il suit un BTS d'art culinaire à l'école hôtelière Sainte-Anne de Saint-Nazaire.

### Débuts professionnels
Jorick Dorignac débute dans le restaurant triplement étoilé de Michel Guérard Les Prés d'Eugénie où il est formé « à la dure »,, puis aux Sources de Caudalie avec Nicolas Masse. Il postule ensuite au Grand Hôtel de Bordeaux, qui prévoit de rouvrir son restaurant gastronomique : en 2015, il y fait l'ouverture du restaurant Le Pressoir d'Argent de Gordon Ramsay où il reste pendant trois ans, passant du poste de commis à sous-chef junior, tandis que le restaurant obtient une puis deux étoiles Michelin.
En 2018, il monte à Paris pour travailler avec Guillaume Sanchez, ancien candidat de la saison 8 de Top Chef, avec qui il fonde le restaurant NE/SO, étoilé huit mois après son ouverture. Avec Guillaume Sanchez, dont il devient le chef exécutif, il développe sa technique et sa créativité,.

### Participation àTop Chef2024
Jorick Dorignac est approché plusieurs fois par la production de Top Chef mais repousse les sollicitations, ne se sentant pas prêt.
D'octobre à décembre 2023, il participe à l'enregistrement de la quinzième saison. Dans le premier épisode, il est sélectionné par Hélène Darroze pour rejoindre la brigade orange où il est également épaulé par Stéphanie Le Quellec et Dominique Crenn. À partir du neuvième épisode, il est suivi uniquement par Stéphanie Le Quellec. Avec elle, il remporte l'épreuve spéciale du quinzième anniversaire de l'émission, où il est félicité par Guillaume Sanchez.
Parvenu en finale face à Clotaire Poirier, il la remporte avec 56,54% des points attribués par vote.

### Nouveaux projets
Après la diffusion de l'émission, Jorick Dorignac rejoint le groupe Maisons Le Quellec et devient le chef exécutif des trois restaurants de Stéphanie le Quellec,.